# Amauropelta
Genre
Amauropelta est un genre de fougère de la famille des thélyptéridacées. On le rencontre surtout en Amérique tropicale, mais aussi en Afrique, dans les Mascareignes, au Sri Lanka et à Hawaï.